# Orličky

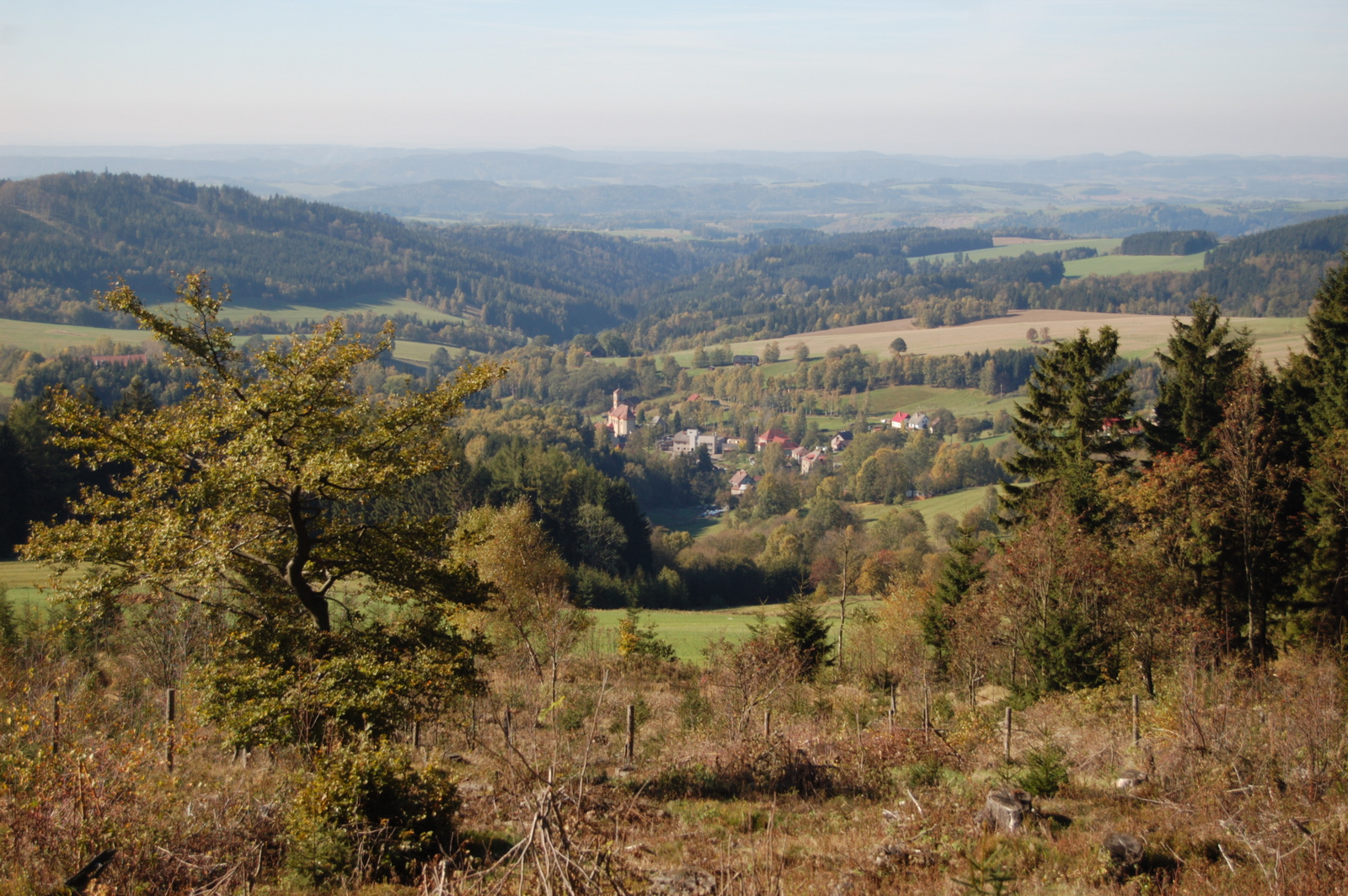
Panorama

Orličky (deutsch: Adlerdörfel, 1304: Reinprechtsdorf, 1588: Worlitschka) ist ein Dorf mit 305 Einwohnern im Kreis Ústí nad Orlicí (Wildenschwert) im Pardubický kraj, Tschechien. Es liegt im südlichen Teil des Adlergebirges zwischen Letohrad (Geiersberg) und Králíky (Grulich).
Die Gründung des Ortes geht vermutlich auf die Kolonisation des böhmischen Königs Přemysl Ottokar zurück. Dieser siedelte in der Gegend Deutsche an, die größtenteils aus Franken kamen. Im höchsten Punkt war früher eine Glasbläserei angesiedelt. Durch den hohen Holzverbrauch der Glaserei wurden die Wälder gerodet und neues Land für weitere Ansiedlungen gewonnen. Ein zweiter Gewerbezweig war die Bürsterei. Durch die raue Natur gab es trotzdem nicht viel Arbeit und viele Einwohner gingen bis nach Prag zur Arbeit. Nach Hause kamen sie meist nur an Feiertagen. Ab 1890 zogen die meisten Familien in die Industriestädte Deutschlands.
Die früher selbständige Gemeinde gehörte unter dem amtlichen Namen Adlerdörfel (Adlergebirge) von 1938/39 bis 1945 zum Reichsgau Sudetenland und lag im Landkreis Landskron, Regierungsbezirk Troppau. Im Ort lebten im Jahre 1940 762 Einwohner.